# Neurojurisprudenz
Die Neurojurisprudenz ist ein interdisziplinäres Teilgebiet der Rechtswissenschaft, das sich mit den Erkenntnissen der Neurowissenschaften und deren Konsequenzen für die Rechtsordnung befasst.

## Gegenstand
Nach der umstrittenen rechtsphilosophischen Lehre des Determinismus ist der Mensch zu einer freien Willensbildung und -entschließung nicht fähig.
Die deutschen Hirnforscher Gerhard Roth, Wolf Singer, Wolfgang Prinz und Hans J. Markowitsch halten dies in ihrer Veröffentlichung aus dem Jahre 2004 nunmehr im Sinne eines „neuronalen Determinismus“ für empirisch erwiesen, da die menschlichen Handlungen durch hirnorganische Aktionsmuster determiniert seien und eine gleichwohl empfundene Willensfreiheit eine Illusion sei.
Die Neurojurisprudenz stellt damit insbesondere die rechtswissenschaftlichen Aussagen über Schuld und Strafe infrage.
Einen speziellen Forschungsansatz verfolgte Robert Weimar mit dem Versuch, neurowissenschaftliche Erkenntnisse für die Verwaltungswissenschaften nutzbar zu machen (Neuro-Administratics).

## Kritik
Die naturwissenschaftliche Lehre vom neuronalen Determinismus stößt sowohl in der Rechtswissenschaft als auch in den Geisteswissenschaften auf Kritik.
Aus wissenschaftstheoretischer Sicht bedeute die Lehre eine methodische Verengung auf naturwissenschaftliche Erkenntnisweisen. Es bestehe die Gefahr „reduktionistischer Globalerklärungen“ (Peter Strohschneider).
Der Determinismus sei eine bloße „Modeerscheinung“, die den Zugang zu Forschungsgeldern erleichtere. Als Hilfswissenschaft sei er hingegen nützlich, die empirischen Erkenntnisse der Naturwissenschaften könnten aber die normativen Fragen der Rechtswissenschaft nicht beantworten (Lutz Wingert).
Dort, wo auch die Geisteswissenschaften empirisch arbeiten (z. B. in der Erziehungswissenschaft), sei der Determinismus eine nützliche Ergänzung. Die Erkenntnisse der jungen Neurowissenschaften seien aber erst noch zu verifizieren. Auch die Naturwissenschaften sollten Methoden der Geisteswissenschaften einbeziehen. Der Determinismus sei dann geeignet, die interdisziplinäre Forschung zu befördern (Jürgen Mittelstraß).
Die Rechtswissenschaft teilt sich in drei Lager. Die einen mahnen eine Neurojurisprudenz an, die sich auf den illusionären Charakter der Willensfreiheit einlässt und einen Umbau des (Straf-)Rechts verlangt. Andere erklären das Recht und die Rechtswissenschaft in ihrem Freiheitsverständnis für autonom und behaupten deshalb, der neuronale Determinismus gehe das Recht nichts an. Dritte verteidigen die Freiheitsannahme, weil der empirische Gegenbeweis weder schon da noch überhaupt führbar sei und werfen den Hirnforschern mit ihrem Übersprung vom Forscher zum Deuter einen Kategorienfehler vor. Man solle sich jedoch einlassen auf einen interdisziplinären Diskurs, um die elementare Bedeutung der Freiheitsannahme für das Recht ins Bewusstsein zu heben (Thomas Hillenkamp). Wer Willensfreiheit für empirisch nachgewiesen widerlegt erkläre, reiße die Grundfesten jeden freiheitlichen Rechtssystems ein, nicht nur des (Schuld-)Strafrechts, sondern auch des Zivil- und Verfassungsrechts.
In der Spruchpraxis der Strafgerichte spielt der Determinismus keine Rolle.